# Campeonato da Europa de Atletismo de 2012 - Salto em distância feminino
A prova do salto em distância feminino do Campeonato da Europa de Atletismo de 2012 foi disputada entre os dias 27 e 28 de junho de 2012 no Estádio Olímpico de Helsinque em Helsinque,  na Finlândia. 

## Recordes
Antes desta competição, os recordes mundiais e do campeonato nesta prova eram os seguintes:
|                       | Nome               | Nacionalidade     | Distância | Local           | Data                 |
| --------------------- | ------------------ | ----------------- | --------- | --------------- | -------------------- |
| Recorde mundial       | Galina Chistyakova | União Soviética   | 7m 52cm   | São Petersburgo | 11 de junho de 1988  |
| Recorde do campeonato | Heike Drechsler    | Alemanha Oriental | 7m 30cm   | Split           | 28 de agosto de 1990 |
| Recorde europeu       | Galina Chistyakova | União Soviética   | 7m 52cm   | São Petersburgo | 11 de junho de 1988  |

## Medalhistas
| Ouro                 | Prata                | Bronze                   |
| Éloyse Lesueur (FRA) | Volha Sudarava (BLR) | Margrethe Renstrøm (NOR) |

## Cronograma
Todos os horários são locais (UTC+3).
| Data        | Hora  | Evento       |
| ----------- | ----- | ------------ |
| 27 de junho | 9:00  | Qualificação |
| 28 de junho | 17:25 | Final        |

## Resultados

### Qualificação
Qualificação: Desempenho de 6.65 m (Q) ou os 12 melhores qualificados (q).
| Posição | Grupo | Atleta                    | Nacionalidade | #1   | #2   | #3   | Resultados | Notas      |
| ------- | ----- | ------------------------- | ------------- | ---- | ---- | ---- | ---------- | ---------- |
| 1       | B     | Éloyse Lesueur            | França        | 6.66 |      |      | 6.66       | Q          |
| 1       | A     | Margrethe Renstrøm        | Noruega       | x    | x    | 6.66 | 6.66       | Q,         |
| 3       | A     | Sosthene Taroum Moguenara | Alemanha      | x    | 6.29 | 6.62 | 6.62       | q          |
| 4       | A     | Svetlana Denyayeva        | Rússia        | 6.41 | 5.73 | 6.53 | 6.53       | q          |
| 5       | A     | Marharyta Tverdohlib      | Ucrânia       | 6.12 | 6.15 | 6.53 | 6.53       | q          |
| 6       | B     | Volha Sudarava            | Bielorrússia  | 6.29 | 6.36 | 6.44 | 6.44       | q          |
| 7       | B     | Irène Pusterla            | Suíça         | 6.02 | 6.34 | 6.44 | 6.44       | q          |
| 8       | B     | Ineta Radēviča            | Letônia       | 6.25 | 6.44 | 6.31 | 6.44       | q          |
| 9       | A     | Melanie Bauschke          | Alemanha      | x    | 6.43 | 6.30 | 6.43       | q          |
| 10      | A     | Jana Velďáková            | Eslováquia    | 6.32 | 6.41 | x    | 6.41       | q          |
| 11      | A     | Concepción Montaner       | Espanha       | 6.39 | 6.39 | 6.34 | 6.39       | q          |
| 12      | A     | Lauma Grīva               | Letônia       | x    | 6.37 | 6.36 | 6.37       |            |
| 13      | A     | Teresa Dobija             | Polónia       | x    | 6.23 | 6.36 | 6.36       |            |
| 14      | A     | Ivana Španović            | Sérvia        | x    | x    | 6.33 | 6.33       |            |
| 15      | B     | Nektaria Panayi           | Chipre        | x    | 6.01 | 6.31 | 6.31       |            |
| 16      | A     | Viorica Țigău             | Roménia       | 6.19 | x    | 6.29 | 6.29       |            |
| 17      | B     | María Del Mar Jover       | Espanha       | 6.15 | 4.77 | 6.27 | 6.27       |            |
| 18      | B     | Oksana Zhukovaskaya       | Rússia        | 6.16 | 5.97 | 6.26 | 6.26       |            |
| 19      | A     | Cristina Sandu            | Roménia       | 6.22 | x    | x    | 6.22       |            |
| 20      | B     | Alina Rotaru              | Roménia       | 6.19 | 5.99 | x    | 6.19       |            |
| 21      | B     | Abigail Irozuru           | Grã-Bretanha  | x    | 4.22 | 6.19 | 6.19       |            |
| 22      | B     | Anna Jagaciak             | Polónia       | x    | 6.16 | x    | 6.16       |            |
| 23      | B     | Sinje Florczak            | Alemanha      | 6.15 | 5.99 | 6.11 | 6.15       |            |
| 24      | B     | Viktoriya Molchanova      | Ucrânia       | 6.06 | 5.42 | 6.12 | 6.12       |            |
| 25      | A     | Krystyna Hryshutyna       | Ucrânia       | x    | 5.77 | 6.08 | 6.08       |            |
| 26      | A     | Māra Grīva                | Letônia       | 5.90 | 6.00 | x    | 6.00       |            |
| 27      | B     | Renáta Medgyesová         | Eslováquia    | 5.95 | x    | 5.73 | 5.95       |            |
| 28      | B     | Maiko Gogoladze           | Geórgia       | 5.71 | x    | x    | 5.71       |            |
| 29      | B     | Anna Sirvent              | Andorra       | x    | 4.27 | 4.43 | 4.43       |            |
| —       | A     | Karin Melis Mey           | Turquia       | 6.66 |      |      | 6.66       | DSQ Doping |

### Final
| Posição           | Atleta                    | Nacionalidade | #1   | #2   | #3   | #4   | #5   | #6   | Resultados | Notas                |
| ----------------- | ------------------------- | ------------- | ---- | ---- | ---- | ---- | ---- | ---- | ---------- | -------------------- |
| Medalha de ouro   | Éloyse Lesueur            | França        | 6.81 | x    | 3.61 | 6.57 | x    | x    | 6.81       | Recorde da temporada |
| Medalha de prata  | Volha Sudarava            | Bielorrússia  | 6.59 | 6.51 | x    | 6.38 | 6.74 | 6.51 | 6.74       |                      |
| Medalha de bronze | Margrethe Renstrøm        | Noruega       | x    | x    | 6.51 | x    | 6.67 | x    | 6.67       | Recorde da temporada |
| 4                 | Sosthene Taroum Moguenara | Alemanha      | 6.59 | x    | 6.53 | 6.57 | 6.48 | 6.66 | 6.66       |                      |
| 5                 | Ineta Radēviča            | Letônia       | 6.43 | x    | 6.55 | x    | 6.49 | 6.33 | 6.55       |                      |
| 6                 | Irène Pusterla            | Suíça         | 6.53 | 6.50 | 4.96 | 6.32 | 6.40 | 6.25 | 6.53       |                      |
| 7                 | Melanie Bauschke          | Alemanha      | 6.50 | x    | 6.36 | 6.47 | 6.34 | 6.39 | 6.50       |                      |
| 8                 | Svetlana Denyayeva        | Rússia        | 6.40 | x    | 6.33 |      |      |      | 6.40       |                      |
| 9                 | Jana Velďáková            | Eslováquia    | 6.16 | x    | 6.31 |      |      |      | 6.31       |                      |
| 10                | Concepción Montaner       | Espanha       | x    | 6.07 | 6.26 |      |      |      | 6.26       |                      |
| 11 !              | Marharyta Tverdohlib      | Ucrânia       | x    | x    | x    |      |      |      | NM         |                      |
| —                 | Karin Melis Mey           | Turquia       | 6.60 | 6.51 | 6.41 | x    | 6.62 | 6.63 | 6.63       | Doping               |

Legenda
| Recorde mundial       | Recorde mundial (World record)               |                       | Recorde africano                      | Recorde africano (African) |                                           | Q | Classificado por posição (Qualified) |
| Recorde do campeonato | Recorde do campeonato (Championship record)  | Recorde da América    | Recorde da América (Americas)         | q                          | Classificado por melhor tempo (Qualified) |   |                                      |
| Melhor marca do ano   | Melhor marca do ano (World leading)          | Recorde asiático      | Recorde asiático (Asian)              | DNS                        | Não largou (Did not start)                |   |                                      |
| Recorde nacional      | Recorde nacional (National record)           | Recorde europeu       | Recorde europeu (European)            | DNF                        | Não terminou (Did not finish)             |   |                                      |
| Recorde pessoal       | Recorde pessoal do atleta (Personal best)    | Recorde da Oceania    | Recorde da Oceania (Oceania)          | DSQ / DQ                   | Desclassificado (Disqualified)            |   |                                      |
| Recorde da temporada  | Recorde da temporada do atleta (Season best) | Recorde sul-americano | Recorde sul-americano (South America) | NM                         | Sem marca (No mark)                       |   |                                      |